# Eplény
Eplény [epléň] je obec v Maďarsku v župě Veszprém, spadající pod okres Veszprém. Nachází se asi 5 km jihovýchodně od Zirce a asi 13 km severovýchodně od Veszprému. V roce 2015 zde žilo 491 obyvatel. Dle údajů z roku 2011 tvoří 68 % obyvatelstva Maďaři, 1,1 % Němci, 0,2 % Chorvati a 0,2 % Poláci, přičemž 32 % obyvatel se ke své národnosti nevyjádřilo.
Obec je napojena na silnici 82.

## Sousední obce
| Růžice kompasu |       | Olaszfalu |           | Růžice kompasu |
| Růžice kompasu | Lókút | Sever     |           | Růžice kompasu |
| Růžice kompasu | Lókút | Eplény    |           | Růžice kompasu |
| Růžice kompasu | Lókút | Jih       |           | Růžice kompasu |
| Růžice kompasu |       | Veszprém  | Hajmáskér | Růžice kompasu |